# Būrqān
Būrqān (persiska: بورقان, بُرقان, بازيكون) är en ort i Iran.   Den ligger i provinsen Markazi, i den centrala delen av landet, 210 km sydväst om huvudstaden Teheran. Būrqān ligger 1 721 meter över havet och antalet invånare är 290.
Terrängen runt Būrqān är en högslätt, och sluttar söderut.Runt Būrqān är det ganska tätbefolkat, med 120 invånare per kvadratkilometer. Närmaste större samhälle är Farmahīn, 8,6 km norr om Būrqān. Trakten runt Būrqān består i huvudsak av gräsmarker.